# شهرستان هایداکا، هوکایدو

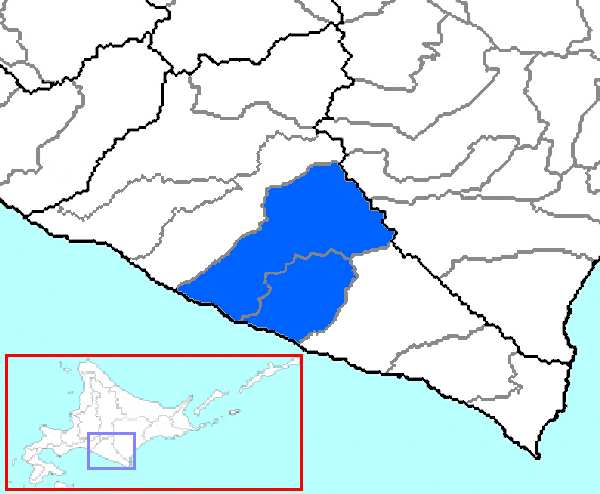

شهرستان هایداکا (انگلیسی: Hidaka District, Hokkaido) یکی از شهرستان‌های ژاپن است که در استان هوکایدو در ژاپن واقع شده‌است.